# بندر بن محمد بن عبد الرحمن آل سعود
الأمير بندر بن محمد بن عبد الرحمن بن فيصل آل سعود. الابن التاسع للأمير محمد بن عبد الرحمن بن فيصل آل سعود من زوجته الأميرة وضحى بنت ظافر المفقاعي الهاجري.

## أخوانه
- الأمير خالد بن محمد بن عبد الرحمن آل سعود (أكبر أبناء الأمير محمد وشارك مع والده وعمه عبد العزيز آل سعود في توحيد المملكة).
- الأمير تركي بن محمد بن عبد الرحمن ال سعود.
- الأمير عبد الله بن محمد بن عبد الرحمن آل سعود (أخ الملك فهد بن عبد العزيز وأشقائه من الأم).
- الأمير سعد بن محمد بن عبد الرحمن آل سعود.
- الأمير فيصل بن محمد بن عبد الرحمن آل سعود.
- الأمير فهد بن محمد بن عبد الرحمن آل سعود (أمير منطقة القصيم السابق).
- الأمير سعود بن محمد بن عبد الرحمن آل سعود.
- الأمير عبد العزيز بن محمد بن عبد الرحمن آل سعود.
- الأمير بدر بن محمد بن عبد الرحمن آل سعود.
- الأمير عبد الرحمن بن محمد بن عبد الرحمن آل سعود.

## أسرته

### زوجاته
- متزوج من ابنة عمه الأميرة البندري بنت عبد العزيز آل سعود. والدة الأمير سعود، الأمير فهد، الأمير محمد، الأمير متعب، الأمير تركي، الأميرة جهير، الأميرة موضي الأولى، الأميرة موضي الثانية، الأميرة فهدة، الأميرة نورة، والأميرة مي.
- مامية بنت الشاذلي آل حنين (تونسية الجنسية ومقيمة بالرياض، اشتغلت بالتجارة ولديها العديد من المؤسسات المسجلة رسميًا في كوكبة من المهن يذكر منها الصيدلة والتعدين وتجارة الملابس والتجميل وخدمات المطاعم). والدة الأميرة نوف، الأمير سلمان، الأميرة نور، والأمير سلطان.

### أبناؤه
- الأميرة فهدة بنت بندر بن محمد. متزوجة من الأمير فهد بن عبد الله بن محمد بن عبد الرحمن آل سعود.
- الأميرة جهير بنت بندر بن محمد (متوفاة؛ عن عمر يناهز 62 عامًا في عام 2005). حاصلة على ماجستير في الأدب الإنجليزي، وكانت تعمل في مستشفى الملك خالد الجامعي - العلاقات العامة.
- الأمير الشاعر سعود بن بندر بن محمد (متوفى).
- الأميرة موضي الأولى بنت بندر بن محمد (متوفاة).
- الأميرة موضي الثانية بنت بندر بن محمد (متوفاة). كانت متزوجة من الأمير سلمان بن سعود بن عبد العزيز آل سعود ولها من الأبناء الأمير فهد (متوفى)، والأميرة نورة.[2]
- الأمير فهد بن بندر بن محمد (متوفى). وله من الأبناء الأمير بندر (متزوج من كريمة الشيخ مشعل بن بدر الجبر الرشيد و له الأبناء الأمير فهد و الأميرة نوف ) [3])، الأمير عبد الإله( متزوج من الأميرة عبير بنت بدر بن جلوي وله من الأبناء الأميرة نورة و الأميرة لولوة) ، الأمير سعود ، والأميرة الجوهرة.
- الأمير محمد بن بندر بن محمد (متوفى).
- الأمير متعب بن بندر بن محمد (متوفى). كان متزوج من الأميرة نورة بنت سلطان بن سعود بن عبد العزيز آل سعود وله من الأبناء الأميرة البندري (متزوجة من الأمير فيصل بن خالد بن عبد الله بن عبد العزيز آل سعود)، والأمير عبد العزيز.
- الأمير تركي بن بندر بن محمد. متزوج من كريمة الأمير سلمان بن محمد بن سعود آل سعود وله من الأبناء الأمير فيصل.
- الأميرة مي بنت بندر بن محمد (متوفاة).
- الأميرة نورة بنت بندر بن محمد (متوفاة). كانت متزوجة من الأمير محمد بن فهد بن محمد بن عبد الرحمن آل سعود ولها من الأبناء الأميرة هيفاء (متوفاة)، والأمير خالد (متوفى)، ومتزوجة من الأمير محمد بن عبد الله الفيصل آل سعود ولها من الأبناء الأمير طلال، الأمير سعود، والأمير سلطان.
- الأميرة نوف بنت بندر بن محمد (ولدت في باريس 1983).[4]
- الأمير سلمان بن بندر بن محمد.
- الأميرة نور بنت بندر بن محمد.
- الأمير سلطان بن بندر بن محمد.

## وفاته
توفي الأمير بندر بن محمد بن عبد الرحمن آل سعود صباح يوم الثلاثاء 26 جمادى الأولى 1441 هـ الموافق 21 يناير 2020 في مدينة الرياض، وأقيمت صلاة الجنازة عليه في يوم الأربعاء 27 جمادى الأولى 1441 هـ الموافق 22 يناير 2020 في جامع الإمام تركي بن عبد الله في الرياض.